# دوايت أرمسترونغ
دوايت أرمسترونغ (بالإنجليزية: Dwight Armstrong)‏ هو ناشط سلام أمريكي، ولد في 29 أغسطس 1951، وتوفي في 20 يونيو 2010 بسبب سرطان الرئة.